# 東村 (千葉県夷隅郡)
東村（あずまむら）は千葉県夷隅郡にかつて存在した村である。

## 地理
- 旧大原町の西部、現在のいすみ市の中部に位置する。
- 村域の山がちな地形が多い。
- 村内には夷隅川の支流落合川がながれる。

## 歴史
村名は夷隅郡の東に位置したことに由来する。当時隣の上埴生郡（後の長生郡）にも同名の東村があるため、区別するため読みは（あずまむら）となった。

### 村域の変遷
- 1889年（明治22年）4月1日 - 町村制施行に伴い、山田村・長志村・長志郷・佐室村・高谷村・新田野村・下原村・細尾村が合併し夷隅郡東村が発足。
- 1955年（昭和30年）3月31日 - 大原町（旧）・東海村・浪花村の大半（岩和田を除く）・布施村の一部（下布施と上布施の一部）と合併し、大原町が発足。同日東村廃止。

変遷表
| 1868年 以前 | 1868年 以前 | 明治22年 4月1日 | 昭和30年 3月31日 | 平成17年 12月5日 | 現在     |
| ----------- | ----------- | --------------- | ---------------- | ---------------- | -------- |
|             | 山田村      | 東村            | 大原町           | いすみ市         | いすみ市 |
|             | 長志村      | 東村            | 大原町           | いすみ市         | いすみ市 |
|             | 長志郷      | 東村            | 大原町           | いすみ市         | いすみ市 |
|             | 沢部村      | 東村            | 大原町           | いすみ市         | いすみ市 |
|             | 佐室村      | 東村            | 大原町           | いすみ市         | いすみ市 |
|             | 高谷村      | 東村            | 大原町           | いすみ市         | いすみ市 |
|             | 新田野村    | 東村            | 大原町           | いすみ市         | いすみ市 |
|             | 下原村      | 東村            | 大原町           | いすみ市         | いすみ市 |
|             | 細尾村      | 東村            | 大原町           | いすみ市         | いすみ市 |

### 主な出来事
- 1930年（昭和5年）4月1日 - 上総東駅が開業。

## 村長
- 髙梨正助（1904年5月 - 1908年5月）

## 人口・世帯

### 人口
総数 [単位： 人]
| 1891年（明治24年） | 4,449 |
| 1909年（明治42年） | 4,856 |
| 1918年（大正7年）  | 4,764 |
| 1920年（大正9年）  | 4,467 |
| 1924年（大正13年） | 5,085 |
| 1935年（昭和10年） | 4,337 |
| 1938年（昭和13年） | 4,337 |
| 1955年（昭和30年） | 5,224 |

### 世帯
総数 [単位： 世帯]
| 1918年（大正7年）  | 756 |
| 1924年（大正13年） | 756 |
| 1955年（昭和30年） | 936 |

## 交通

### 鉄道
- 日本国有鉄道（→ JR東日本 → いすみ鉄道）
  - ■木原線（ → いすみ線）
    - 上総東駅

※旧村域にある新田野駅は1960年6月20日に開業